# Twornik
Twornik – uzwojenie silnika elektrycznego lub prądnicy, w którym indukuje się siła elektromotoryczna na skutek względnego ruchu tego uzwojenia i pola magnetycznego wytworzonego przez odrębne uzwojenie wzbudzenia. W tworniku zachodzi przemiana energii elektrycznej na mechaniczną (silnik) lub mechanicznej na elektryczną (prądnica). 
Twornik może być umieszczony w wirniku lub stojanie, w zależności od rodzaju maszyny. W przypadku gdy twornik znajduje się w wirniku, energia elektryczna jest do niego doprowadzana (bądź odprowadzana) za pomocą komutatora i szczotek.